# Ramón Orlando
Ramón Orlando Valoy García (Santo Domingo; 29 de julio de 1959) es un cantautor, músico, arreglista y productor musical dominicano pionero en la internacionalización del género merengue.

## Biografía
Ramón Orlando nació el 29 de julio de 1959 en Manoguayabo, Santo Domingo Oeste, República Dominicana, en el seno de una familia de músicos prominentes, siendo hijo de Cuco Valoy, uno de los precursores de merengue en su localidad. Inició sus estudios musicales en el Conservatorio Nacional. 
A la edad de 16 años se inició en la orquesta La Tribu, propiedad de su padre. En la misma se desempeñó como pianista, arreglista, cantante y compositor hasta 1984. Después de que  Cuco Valoy dejara el grupo, formaría entonces su primera agrupación independiente denominada "Los Virtuosos",. 
Ramón Orlando pasó a conformar otro grupo durante ese tiempo. Años más tarde, el grupo de su padre se separa y Ramón se mudó a Colombia para separarse físicamente de la República Dominicana debido a sus diferencias políticas con el presidente dominicano en turno Joaquín Balaguer. Ramón Orlando emprende entonces un proyecto musical más ambicioso. Él y los famosos cantantes de merengue Peter Cruz y Henry García formarían "La Orquesta Internacional", en la que Ramón Orlando pretendía ser el compositor y director musical, mientras que Cruz y García tenían la intención de ser los vocalistas. Sin embargo, de las primeras diez composiciones que se grabaron (y se lanzaron individualmente), Ramón optó por cantar cuatro de ellas, lo que provoca una división en el grupo. Peter Cruz y Henry García luego conforman un grupo paralelo de corta duración. Tras la partida de los dos vocalistas, Ramón Orlando contrató rápidamente a algunos vocalistas con voces que sonaban similares a las de Cruz y García para interpretar canciones que ya ganaban aceptación rápidamente, la cual ha sido merecedora de reconocimientos tales como El Premio Gordo del Año, El Premio Dorado y El Premio Casandra. En 1991, su concierto "No hay nadie más" contó con la presencia de más de 15 mil personas en su primera noche. 
En 1992, Ramón Orlando recibió la mayor cantidad de estatuillas de los premios Casandra, siete en total, incluido el Soberano, máximo galardón de dicho certamen. Ramón Orlando y la Orquesta Internacional representaron en 1990 a la República Dominicana en el Festival de Música Caribeña celebrado en Bélgica y su concierto "Las dos facetas del Maestro" fue presentado en el Auditorio Lehman College de Nueva York.
En 1993 funda la agrupación musical "Los Cantantes de Ramón Orlando", con ellos alcanzaría la cúspide de la popularidad con dos temas posteriormente considerados clásicos del merengue dominicano: "Te compro tu novia", del álbum “America Sin Queja” en 1993; Y en 1996 con la canción "El venao"; super-éxito de ventas y sencillo principal el disco "Éxitos de Los Cantantes", esto tanto en el ámbito nacional del país caribeño como fuera de sus fronteras. Ramón Orlando con el tema "El venao" ocuparia el primer lugar en las listas de popularidad en las radios de varios países de América y Europa. 
En 1997 Ramón Orlando hizo su debut como pianista concertista al presentarse con la Orquesta Sinfónica Nacional de la República Dominicana.
En la actualidad Ramón Orlando sirve como pastor en una iglesia protestante, de la cual es miembro activo desde 2013 al tiempo que sigue su oficio de músico, compositor, arreglista y productor musical.

## Reconocimientos
El Ayuntamiento de Santo Domingo le entregó a Ramón Orlando un pergamino en el que se le declara como Munícipe Distinguido, por los éxitos alcanzados a lo largo de su carrera musical y los aportes hechos al merengue a través de sus creaciones artísticas.
Ramón Orlando comparte con el cantautor Juan Luis Guerra el mayor Premio Soberano en el año 1992. Además Fue nominado en los Latin Grammy Awards de 2005 en la sub-categoría “Mejor Álbum de Merengue” (Generaciones) en la categoría Música Tropical.

## Discografía
- Merengues Instrumentales: Homenaje a Pedro Reynoso (1977)
- Loco de Amor (1985)
- De Qué Me Sirvió Quererte (1986)
- Weo! (1987)
- Diciembre Party (1988)
- Ring...Ring! (1989)
- El Hijo de la Mazurca (1990)
- Juntos (1990)
- Solo (1990)
- Sólo Ganar (1991)
- Todos! (1992)
- América Sin Queja (1993)
- El Maestro (1994)
- Éxitos de Los Cantantes (1996)
- Evolución (1997)
- Crónicas (2000)
- Con el Corazón Atao (2001)
- El Tiki Tiki del Amor (2002)
- Disfraces (2003)
- Generaciones (2004)
- En Tierra Ajena (2006)
- Adoración en el Trono (2014)
- Fiesta en el Cielo (2014)

### Compilaciones
- En Concierto Desde el Palacio de Bellas Artes (1989)
- Éxitos Engavetados (1989)
- Los Grandes Éxitos del Maestro (1993)
- Con Sus 16 Éxitos (1995)
- Te Extraño: Un Clásico Para Enamorados (1997)
- El Disco de Oro (1997)
- Mi Historia Musical (2000)
- Éxitos de los Cantantes de Ramón Orlando (2000)
- En Baladas y Boleros (2000)
- Sólo Bachatas para Ti (2001)
- 15 Éxitos (2001)
- 20 Éxitos (2002)
- El Duro (2007)
- 2 Grandes del Merengue Vol. 3 (con Alex Bueno) (2008)

## Arreglos
Canción: Volveré (1985)
- Compositor: Chiquetete
- Intérprete: Rubby Pérez
- Banda: Wilfrido Vargas
- Álbum: La Medicina "Wilfrido 86"

## Composiciones
Canción: La Carnada (2001)
- Arreglista: Ramón Orlando
- Intérprete: Miriam Cruz
- Banda: Miriam Cruz
- Álbum: Punto y Aparte